# Municipio de Union (condado de Kossuth)
El municipio de Union (en inglés: Union Township) es un municipio ubicado en el condado de Kossuth en el estado estadounidense de Iowa. En el año 2010 tenía una población de 250 habitantes y una densidad poblacional de 2,79 personas por km².

## Geografía
El municipio de Union se encuentra ubicado en las coordenadas 43°7′10″N 94°16′34″O / 43.11944, -94.27611. Según la Oficina del Censo de los Estados Unidos, el municipio tiene una superficie total de 89.68 km², de la cual 89,47 km² corresponden a tierra firme y (0,24 %) 0,21 km² es agua.

## Demografía
Según el censo de 2010, había 250 personas residiendo en el municipio de Union. La densidad de población era de 2,79 hab./km². De los 250 habitantes, el municipio de Union estaba compuesto por el 100 % blancos. Del total de la población el 0,4 % eran hispanos o latinos de cualquier raza.